# Ногтев, Александр Петрович
Александр Петрович Ногтев (1892, Городец — 23 апреля 1947) — сотрудник органов ВЧК-ОГПУ, первый начальник Соловецкого лагеря особого назначения.

## Биография
Родился в семье сельского учителя в г. Городце на Волге. Отец, Петр Никандрович Ногтев, происходил из крестьянской семьи, основал железнодорожную школу, учительствовал в Коврове и Владимире. Был связан с организацией «Народная воля». В семье воспитывалось восемь детей. Выпускник Херсонского мореходного училища. Был моряком торгового флота. Во время Первой мировой войны служил на Балтийском флоте. В 1917 г. помощник капитана на пароходе «Александр Невский» на Волге.
Вступил в ВКП(б) в 1918 г. В августе 1918 г. был направлен Лениным в город Котлас как руководитель группы подрывников с целью создания искусственного заграждения на фарватере Северной Двины для того, чтобы препятствовать передвижениям судов противника по реке. С сентябрь 1918 г. — май 1919 г. — главный инспектор судоохраны. В 1919 г. комиссар Особого отряда в Самаре на Восточном фронте. Командовал Особым отрядом 4-й армии Туркестанского фронта. Позднее участвовал в боях на Северном фронте, а затем в боевых действиях против Уральской казачьей армии.

### Начальник Соловецкого лагеря
С 1921 г. сотрудник ВЧК. Первый начальник УСЛОН, становился им как минимум дважды с 13 октября 1923, то есть со времени образования Соловецкого лагеря по 13 ноября 1925, когда его сменил Ф. И. Эйхманс, и снова с 20 мая 1929 по 19 мая 1930 года. Страдал алкоголизмом. В Биографическом словаре Архива А. Н. Яковлева определён как «патологический садист».
По воспоминаниям заключённых: 

«Помимо своей неумолимой жестокости, Ногтев славится в Соловках своей непроходимой глупостью и пьяными дебошами. В самой его физиономии есть что-то безусловно зверское. В лагере его называют „Палачом“»

«Генерального штаба полковник Даллер размеренным броском закидывает мешок за плечо и столь же размеренным четким шагом идёт к будке Ногтева. <…> Он доходит почти до окна и вдруг падает ничком. Мешок откатывается в сторону, серая барашковая папаха, на которой ещё видны полосы от споротых галунов, — в другую. Выстрела мы сначала не услышали и поняли происшедшее, лишь увидев карабин в руках Ногтева. <…> Перекличка продолжалась.
Больше выстрелов не было. Позже мы узнали, что то же самое происходило на приемках почти каждой партии. Ногтев лично убивал одного или двух прибывших по собственному выбору. Он делал это не в силу личной жестокости, нет, он бывал скорее добродушен во хмелю. Но этими выстрелами он стремился разом нагнать страх на новоприбывших, внедрить в них сознание полной бесправности, безвыходности, пресечь в корне возможность попытки протеста, сковать их волю, установить полное автоматическое подчинение „закону соловецкому“.

Чаще всего он убивал офицеров, но случалось погибать и священникам и уголовникам, случайно привлекшим чем-нибудь его внимание».

### После Соловков, арест
Весной 1930 г. вышел на пенсию, с 1932 г. назначен управляющим трестом Мосгортопа. Занимая эту должность Ногтев оставался и членом коллегии ОГПУ. По словам работавшего с ним А. А. Григорова именно Ногтев, пользуясь связями в ОГПУ  перебросить с севера один из ИТЛ Гулага и благодаря этому 17 мая 1931 года было положено основание Темлагу, расположенному на территории Темниковского леспромхоза.  Позднее Ногтев назначен и. о. начальника Главлеса Наркомата лесной промышленности СССР. В 1937 г. был арестован органами НКВД и 4 мая 1939 г. Военной коллегией Верховного суда СССР осуждён к лишению свободы на 15 лет с поражением политических прав на 5 лет и конфискацией имущества. Его обвиняли в том, что с 1936 г. принадлежал к антисоветской диверсионно-вредительской, террористической правотроцкистской организации в Наркомлеспроме, а также в том, что в 1936—1937 гг. он сорвал план лесозаготовок, чем создал затруднение в обеспечении Москвы дровами, не вывозил древесину и подвергал её порче, в результате чего за 8 месяцев 1937 г. Мосгортоп заплатил за простои вагонов 888 тысяч рублей штрафа. Срок отбывал в Норильлаге. Находясь в лагере, проходил свидетелем по лагерному делу астронома и математика Н. А. Козырева: 
Я чутьём старого чекиста сразу увидел — передо мною враг.
Вскоре после войны по протесту председателя Верховного суда от 4 августа 1945 года Военная коллегия исключила из приговора обвинения в антисоветской деятельности, переквалифицировала на обвинения в халатности, снизив срок наказания до 7 лет без поражения в правах и конфискации имущества. Но не успел прописаться в Москве, как 23 апреля 1947 умер. Похоронен на 29 участке  Ваганьковского кладбища в Москве.
18 ноября 1955 г. постановлением Пленума Верховного суда приговор был отменён и дело прекращено за отсутствием состава преступления.

## Награды
- Орден Красного знамени № 225, Приказ Реввоенсовету Республики № 225 от 4 мая 1920 г.: «в середине июня месяца 1919 г., будучи начальником боевого авангарда, прикрывавшего правый фланг армии, он не только не дал противнику переправиться на левый берег Волги, но успешно отражал всякую попытку к этой переправе, причём брал военную добычу».«…При отходе противника на Камышин названный товарищ со своим отрядом, преследуя его части, переправившиеся на левый берег Волги, нанес им тяжёлое поражение, заставив переправиться на правый берег, причём отрядом были взяты пулемёты, винтовки и пленные. При выполнении задачи по овладению Гурьевым и ликвидации Уральского фронта, тов. Ногтев, действуя с отрядом на крайнем правом фланге армии в качестве бокового авангарда, 12 декабря 1919 г. блестяще выполнил порученную ему задачу и, быстро овладев районом Таловки Киргизской, разгромил части 6-й Уральской дивизии противника и выделил разведывательные части в район озера Арал-Сор, чем вполне обеспечил части 450-го полка и 3-й бригады 25-й дивизии и дал возможность таковым с большим успехом выполнить поставленные им задачи».

## Произведения
- Доклад начальника УСЛОН тов. Ногтева на собрании рабочих г. Кеми и ст. Кеми. (Журнал «Соловецкие острова», 1930, № 2-3. С. 55-60.